# Lynk & Co 02
Der Lynk & Co 02 ist ein Crossover-SUV der 2016 gegründeten chinesischen Automobilmarke Lynk & Co, das gemeinsam mit Volvo Cars entwickelt wurde.

## Erste Generation
Die erste Generation wurde am 26. März 2018 in Amsterdam vorgestellt. In China kam sie am 28. Juni 2018 in den Handel.

### Technik
Das SUV ist das zweite Fahrzeug von Lynk & Co und baut wie das etwas längere Kompakt-SUV Lynk & Co 01 und die Limousine Lynk & Co 03 auf der modularen CMA-Plattform (Compact Modular Architecture) auf, die auch der Geely Xingyue S, der Polestar 2 und der Volvo XC40 nutzen. Von diesen übernimmt der 02 auch weitere Komponenten wie die Motoren oder die Sicherheitssysteme.

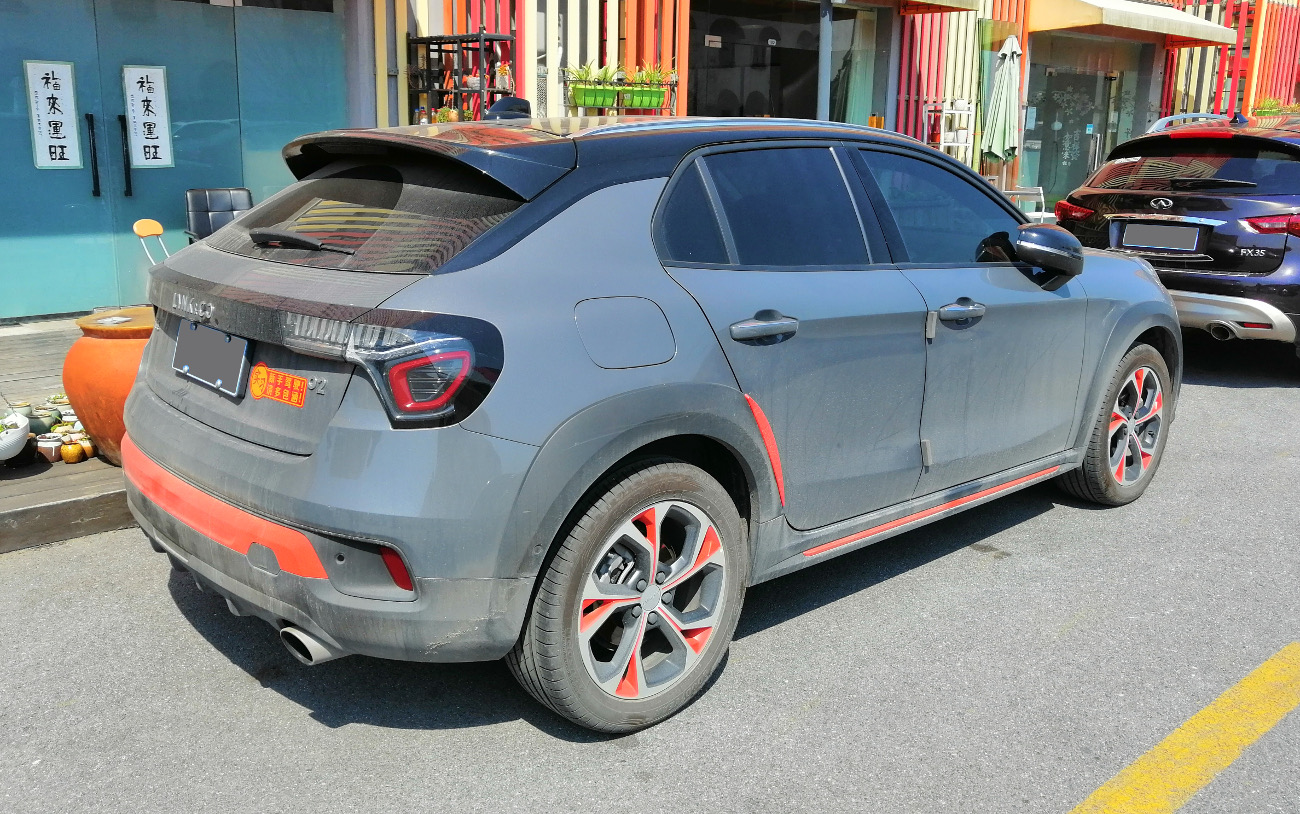
Heckansicht
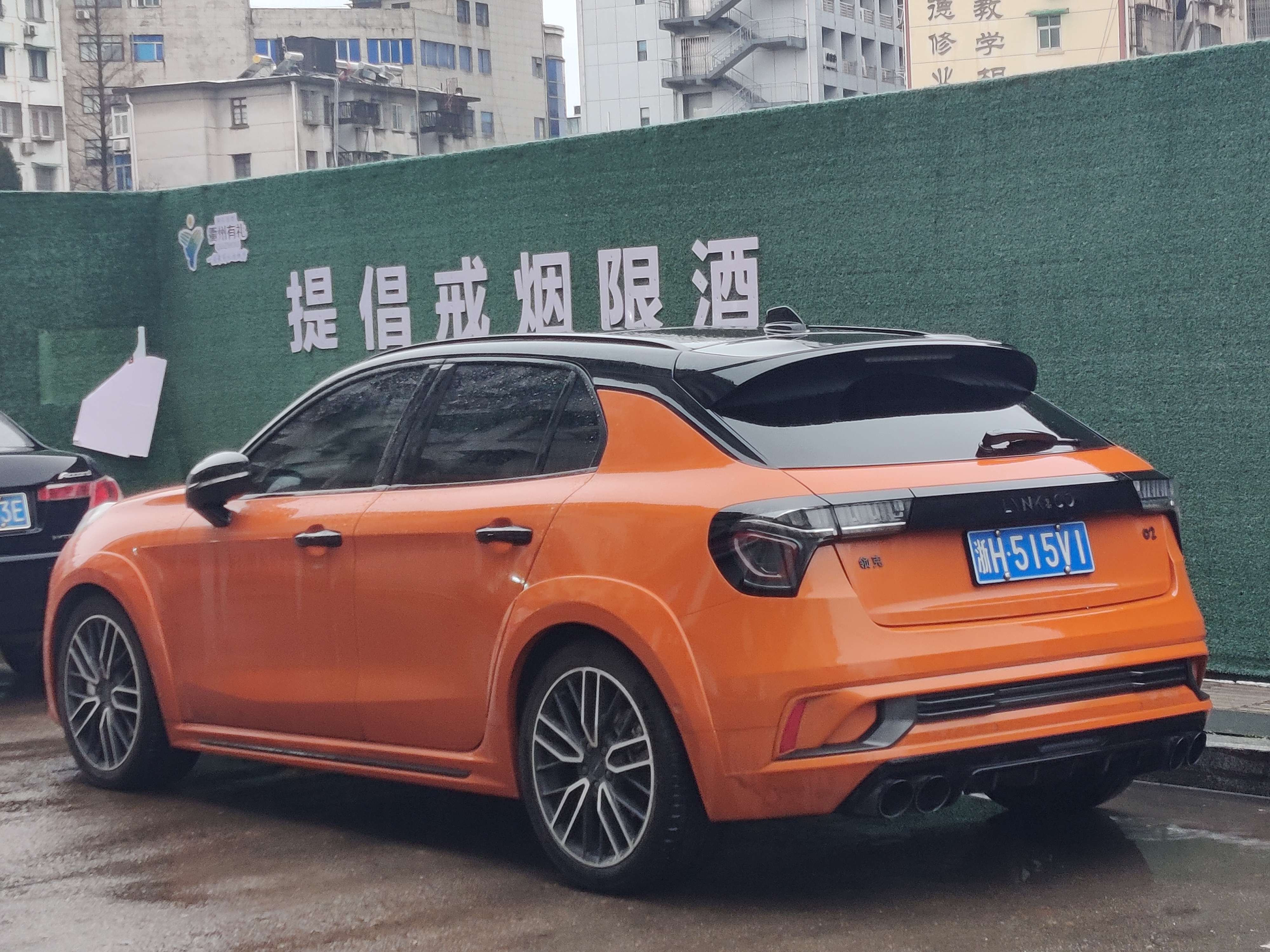
Lynk & Co 02 Hatchback (2021–2022)

### Technische Daten
Zum Marktstart standen für den Wagen ein 1,5-Liter-Ottomotor mit 115 kW (156 PS) oder 132 kW (180 PS) und ein Zweiliter-Ottomotor mit 140 kW (190 PS) zur Auswahl. 2019 folgte eine Version mit Plug-in-Hybrid-Antrieb. Später sollte auch eine Elektroversion erhältlich sein. Ab Juni 2021 war mit der Hatchback genannten Version ein flacher aufbauendes Topmodell erhältlich.
|                                             | Drive-E 1.5TD                    | Drive-E 1.5TD                  | Drive-E 2.0TD                | Drive-E 2.0TD AWD              | Hatchback                    | PHEV                           |
| Bauzeitraum                                 | 06/2018–07/2021                  | 06/2018–11/2022                | 06/2018–11/2022              | 06/2018–11/2022                | 06/2021–11/2022              | 09/2019–11/2021                |
| Motorkenndaten                              |                                  |                                |                              |                                |                              |                                |
| Motortyp                                    | R3-Ottomotor                     | R3-Ottomotor                   | R4-Ottomotor                 | R4-Ottomotor                   | R4-Ottomotor                 | R3-Ottomotor + Elektromotor    |
| Motoraufladung                              | Turbolader                       | Turbolader                     | Turbolader                   | Turbolader                     | Turbolader                   | Turbolader                     |
| Hubraum                                     | 1477 cm³                         | 1477 cm³                       | 1969 cm³                     | 1969 cm³                       | 1969 cm³                     | 1477 cm³                       |
| max. Leistung Verbrennungsmotor bei min−1   | 115 kW (156 PS) bei 5000/min     | 132 kW (180 PS) bei 5500/min   | 140 kW (190 PS) bei 4700/min | 140 kW (190 PS) bei 4700/min   | 187 kW (254 PS) bei 5500/min | 132 kW (180 PS) bei 5500/min   |
| max. Leistung Elektromotor                  | —                                | —                              | —                            | —                              | —                            | 60 kW (82 PS)                  |
| max. Systemleistung                         | —                                | —                              | —                            | —                              | —                            | 193 kW (262 PS)                |
| max. Drehmoment bei min−1                   | 245 Nm bei 1450–4000/min         | 265 Nm bei 1500–4000/min       | 300 Nm bei 1400–4000/min     | 300 Nm bei 1400–4000/min       | 350 Nm bei 1800–4800/min     | 265 Nm bei 1500–4000/min       |
| max. Drehmoment Elektromotor                | —                                | —                              | —                            | —                              | —                            | 160 Nm                         |
| max. Systemdrehmoment                       | —                                | —                              | —                            | —                              | —                            | 425 Nm                         |
| Kraftübertragung                            |                                  |                                |                              |                                |                              |                                |
| Antrieb                                     | Vorderradantrieb                 | Vorderradantrieb               | Vorderradantrieb             | Allradantrieb                  | Vorderradantrieb             | Vorderradantrieb               |
| Getriebe, serienmäßig                       | 6-Gang-Schaltgetriebe            | 7-Gang-Doppelkupplungsgetriebe | 6-Gang-Automatikgetriebe     | 7-Gang-Doppelkupplungsgetriebe | 8-Gang-Automatikgetriebe     | 7-Gang-Doppelkupplungsgetriebe |
| Getriebe, optional                          | [7-Gang-Doppelkupplungsgetriebe] | —                              | —                            | —                              | —                            | —                              |
| Messwerte                                   |                                  |                                |                              |                                |                              |                                |
| Höchstgeschwindigkeit                       | 205 km/h                         | 205 km/h                       | 205 km/h                     | 210 km/h                       | 230 km/h                     | 207 km/h                       |
| Beschleunigung, 0–100 km/h                  | 8,9 s                            | 8,3 s                          | 7,6 s                        | 7,8 s                          | 6,2 s                        | 7,3 s                          |
| Kraftstoffverbrauch auf 100 km (kombiniert) | 5,8 l Super [6,0 l Super]        | 6,2 l Super                    | 6,5–6,7 l Super              | 6,8–7,0 l Super                | 7,3 l Super                  | 1,6 l Super                    |
| CO2-Emission (kombiniert)                   | k. A.                            | k. A.                          | k. A.                        | k. A.                          | k. A.                        | k. A.                          |
| Tankinhalt                                  | 54 l                             | 54 l                           | 54 l                         | 54 l                           | 50 l                         | k. A.                          |

- Werte in eckigen Klammern gelten für Modell mit Doppelkupplungsgetriebe.

## Zweite Generation
Die zweite Generation der Baureihe wurde am 11. Oktober 2024 in Mailand vorgestellt. In China wird diese Generation als Lynk & Co Z20 vermarktet. Der 02 ist das erste vollelektrische Modell der Marke in Europa.

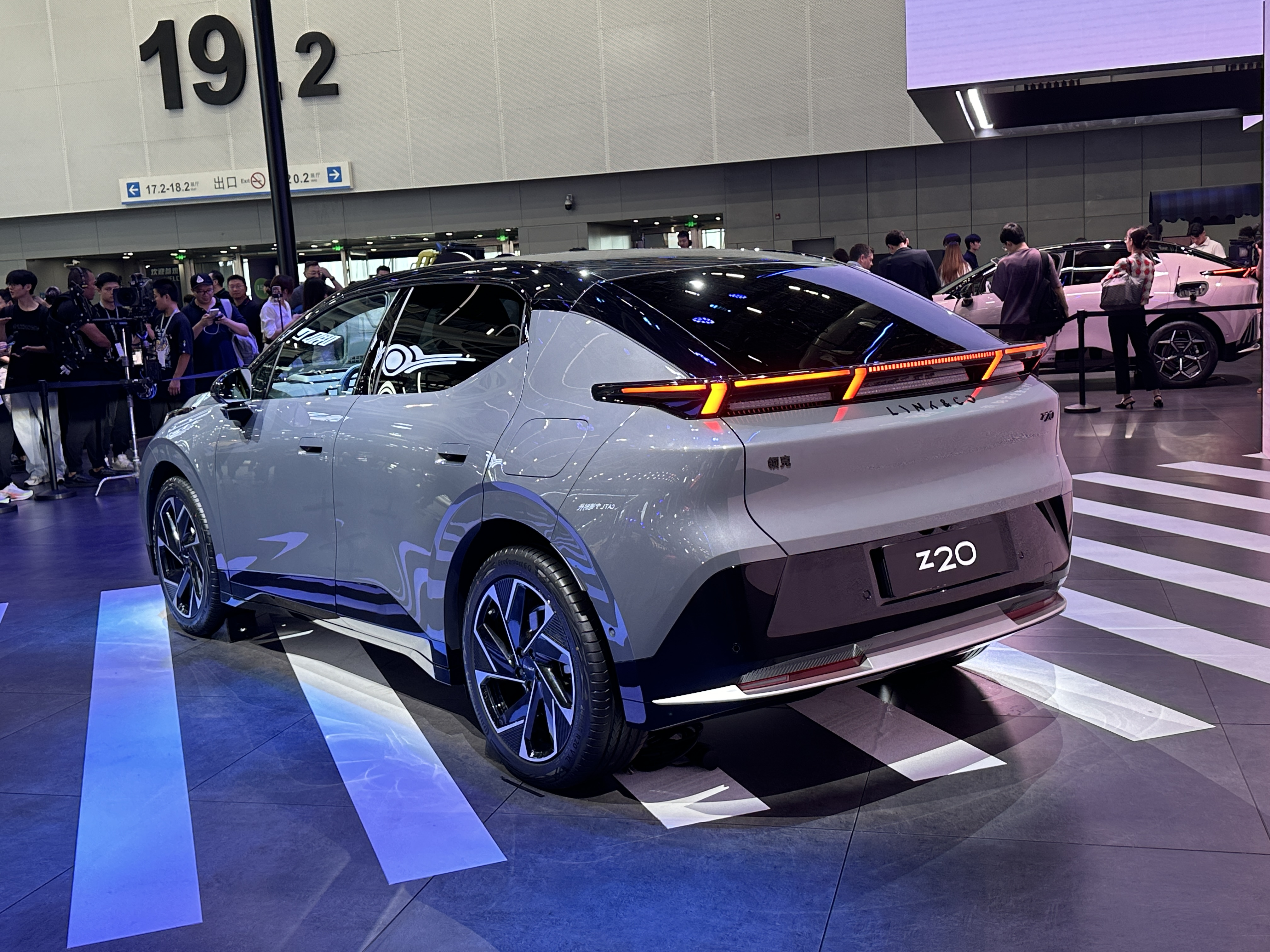
Heckansicht

### Technik
Wie weitere Modelle des Geely-Konzerns (z. B. Smart #1, Volvo EX30 oder Zeekr X) nutzt das SUV die Elektrofahrzeug-Plattform Sustainable Experience Architecture (SEA).

### Sicherheit
Im Sommer 2025 wurde der Lynk & Co 02 vom Euro NCAP auf die Fahrzeugsicherheit getestet. Er erhielt fünf von fünf möglichen Sternen.

### Technische Daten
Als Antrieb wird in Europa ein Elektromotor an der Hinterachse mit einer Leistung von 200 kW (272 PS) und 343 Nm Drehmoment angeboten. Die Beschleunigung von 0 auf 100 km/h erfolgt in 5,5 Sekunden, die Höchstgeschwindigkeit liegt bei 180 km/h. Kombiniert wird der Elektromotor mit einem 66-kWh-NMC-Lithium-Ionen-Akku. Die Ladeleistung mit Gleichstrom beträgt maximal 150 kW, sodass der Akku in etwa 30 Minuten von 10 auf 80 % aufgeladen werden kann. Die Reichweite nach dem WLTP-Messzyklus wird mit bis zu 445 km angegeben. Die chinesische Ausführung ist mit 250 kW (340 PS) etwas stärker, das maximale Drehmoment liegt hier bei 373 Nm. So soll der Z20 aus dem Stand auf 100 km/h in 5,3 Sekunden beschleunigen, die Höchstgeschwindigkeit liegt bei 190 km/h. Statt des NMC-Akkus kommt in China ein LFP-Akku mit einem Energieinhalt von 61 kWh zum Einsatz. Nach dem weniger strengen CLTC-Messzyklus liegt die Reichweite hier bei 530 km. Im Mai 2025 wurde für China noch eine 175 kW (238 PS) starke Version vorgestellt. Sie wird dort seit Juli 2025 verkauft und erreicht eine CLTC-Reichweite von 430 km.
|                                                | 02                                      | Z20                                     | Z20                                     |
| Bauzeitraum                                    | seit 10/2024                            | seit 07/2025                            | seit 10/2024                            |
| Motorkenndaten                                 |                                         |                                         |                                         |
| Motortyp                                       | Elektromotor hinten                     | Elektromotor hinten                     | Elektromotor hinten                     |
| Motorbauart                                    | permanentmagneterregte Synchronmaschine | permanentmagneterregte Synchronmaschine | permanentmagneterregte Synchronmaschine |
| max. Leistung                                  | 200 kW (272 PS)                         | 175 kW (238 PS)                         | 250 kW (340 PS)                         |
| max. Drehmoment                                | 343 Nm                                  | 300 Nm                                  | 373 Nm                                  |
| Kraftübertragung                               |                                         |                                         |                                         |
| Antrieb                                        | Hinterradantrieb                        | Hinterradantrieb                        | Hinterradantrieb                        |
| Getriebe                                       | Festes Übersetzungsverhältnis           | Festes Übersetzungsverhältnis           | Festes Übersetzungsverhältnis           |
| Antriebsbatterie                               |                                         |                                         |                                         |
| Zellchemie                                     | Nickel-Mangan-Cobalt-Akkumulator        | Lithium-Eisenphosphat-Akkumulator       | Lithium-Eisenphosphat-Akkumulator       |
| Energieinhalt                                  | 66 kWh                                  | 51 kWh                                  | 61 kWh                                  |
| Messwerte                                      |                                         |                                         |                                         |
| Leergewicht                                    | 1820 kg                                 | 1799 kg                                 | 1899–1919 kg                            |
| Höchstgeschwindigkeit                          | 180 km/h                                | 180 km/h                                | 190 km/h                                |
| Beschleunigung, 0–100 km/h                     | 5,5 s                                   | 6,9 s                                   | 5,3 s                                   |
| Energieverbrauch auf 100 km (WLTP, kombiniert) | 17,1–17,6 kWh                           | k. A.                                   | k. A.                                   |
| Reichweite nach WLTP                           | 435–445 km                              | k. A.                                   | k. A.                                   |